# Papaipema orbicularis
Papaipema orbicularis là một loài bướm đêm trong họ Noctuidae.